# Le Fantôme de Tatooine
Le Fantôme de Tatooine (titre original : Tatooine Ghost) est un roman de science-fiction écrit par Troy Denning. Publié aux États-Unis par Del Rey Books en 2003,, il a été traduit en français et publié par les éditions Presses de la Cité la même année,. Ce roman, se déroulant dans l'univers étendu de Star Wars, prend place quatre années après les évènements décrits dans Star Wars, épisode VI : Le Retour du Jedi et directement après la fin du roman Le Mariage de la Princesse Leia. Il fait partie des trois romans qui ne sont parus qu'en grand format en version française aux éditions Presses de la Cité.